# 둠스데이 (DC 코믹스)
둠스데이(Doomsday)는 DC 코믹스가 출판한 미국 만화책에 등장하는 슈퍼빌런이다. 댄 저건스가 만든 이 캐릭터는 Superman: The Man of Steel #17(1992년 11월)에서 처음 카메오로 등장한 후 Superman: The Man of Steel #18(1992년 12월)에 완전히 소개되었다. 그는 로그 갤러리를 구성하는 적 집단에 속하는 슈퍼맨의 가장 지속적인 적 중 하나가 되었다.
둠스데이는 IGN이 선정한 역대 최고의 만화책 악당 100인 목록에서 46위를 차지했다. 그는 더 데스 오브 슈퍼맨(The Death of Superman) 스토리 아크 "Doomsday!"에서 슈퍼맨을 죽인 캐릭터로 가장 잘 알려져 있다. 그는 영화 배트맨 대 슈퍼맨: 저스티스의 시작(Batman v Superman: Dawn of Justice)에 출연하며, 로빈 앳킨 다운즈(Robin Atkin Downes)가 성우와 모션 캡처를 통해 연기했다.